# Tennis als Jocs Olímpics d'estiu de 1906
Als Jocs Olímpics d'Estiu de 1906 es disputaren quatre proves de tennis. Actualment anomenats Jocs Intercalats, avui dia no són considerats oficials pel Comitè Olímpic Internacional.

## Resum de medalles
| Prova              | Or                                 | Argent                                     | Bronze                                   |
| Individual masculí | Max Décugis                        | Maurice Germot                             | Zdeněk Žemla                             |
| Individual femení  | Esmee Simiriotis                   | Sophia Marinou                             | Euphrosine Paspati                       |
| Dobles masculins   | FrançaMax Décugis · Maurice Germot | GrèciaIoannis Ballis · Xenophon Kasdaglis  | BohèmiaLadislav Žemla · Zdeněk Žemla     |
| Dobles mixtos      | FrançaMarie Décugis · Max Décugis  | GrèciaSophia Marinou · Georgios Simiriotis | GrèciaAspasia Matsa · Xenophon Kasdaglis |

## Medaller
| Posició | País    | Or | Argent | Bronze | Total |
| 1       | França  | 3  | 1      | 0      | 4     |
| 2       | Grècia  | 1  | 3      | 2      | 6     |
| 3       | Bohèmia | 0  | 0      | 2      | 2     |